# Landslaget (musikgrupp)
Landslaget var en svensk musikgrupp som spelar en blandning av folkmusik och popmusik. Bandet sattes ihop under 1970-talet. Landslaget har en kärna bestående av Lasse Lindbom, Maybritte Nicklasson, Hasse Breitholtz, Stefan Lagström, Magnus Lindberg och Kåre Ljunggren. Övriga medlemmar i bandet har skiftat under åren. 

## Historia
Landslaget har deltagit i Melodifestivalen vid två tillfällen. Första gången var i Melodifestivalen 1975 med Den gamla jukeboxen, som slutade på sjunde plats, och det andra försöket skedde i Melodifestivalen 1977 med låten Sommarn '65, som slutade trea.
Gruppen blev historisk efter att 2002 ha vunnit det första rättsfall gällande låtstöld som prövats i svensk domstol. Målet gällde 90-talshiten Vill du bli min fru med bandet Drängarna, där Högsta domstolen slog fast att en åtta takter lång fiolslinga var plagierad från Landslagets Tala om vart du ska resa. Landslagets skivbolag EMI stämde Drängarnas skivbolag Regatta, som tvingades betala 65 000 kronor i skadestånd och 153 000 i rättegångskostnader.

## Diskografi

### Album
- Tänk om jag vore en flyttfågel... (1972)
- Öden & Äventyr (1973)
- Travellin' in our songs (1974)
- Den gamla jukeboxen (1975)
- Tusen och en natt (1976)
- Northern lights (1977)
- Levande (1978)
- Guld (1999)

### Singlar
- Balladen om Per Rallare / Fråga mig inte (1972)
- Tänk om jag vore en flyttfågel.../Västerbron (1972)
- Wind of changes / Country Song (1972)
- Friday's my day/Traveller in my songs (1973)
- Traveller in my songs / Hasses fiollåt (1973)
- Tala om vart du ska resa/Bettina (1973)
- Friday´s my day/Traveller in my songs(1973)
- Count on me/Vill du ha mig (1974)
- A Whiter Shade of Pale/Find a lover (1974)
- Den gamla jukeboxen/...kom aldrig mer igen (1975)
- Kom Å' Se/Jumbojet (1975)
- Mississippi Queen / Ge mig allt du har (1976)
- Minsta gemensamma nämnare/Som sand i ett timglas (1976)
- Sommar'n -65/Ruby Red (1977)
- Out of the spotlight / Magic touch (1977) (som Northen lights)